# Powiat Westhavelland

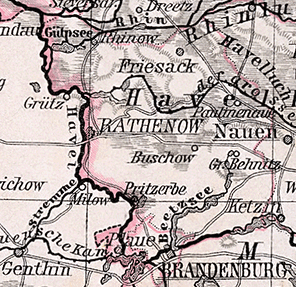
Mapa powiatu w 1905

Powiat Westhavelland (niem. Landkreis Westhavelland, Kreis Westhavelland) – dawny powiat w Królestwie Prus, w prowincji prowincji Brandenburgia, w rejencji poczdamskiej. Istniał w latach 1818–1952. Siedzibą władz powiatu było miasto Rathenow (w latach 1925-1950 oddzielny powiat grodzki). Teren dawnego powiatu leży obecnie w kraju związkowym Brandenburgia w powiatach Havelland oraz Potsdam-Mittelmark.
1 stycznia 1945 na terenie powiatu znajdowały się:
- cztery miasta: Friesack, Plaue an der Havel, Pritzerbe oraz Rhinow
- 77 innych gmin